# 孫鎬
孫鎬（16世紀—16世紀），號西涯，南直隸寧國府太平縣人，明朝政治人物。

## 生平
孫鎬是嘉靖十六年（1537年）丁酉科應天鄉試第一百二十名舉人，授臨潁知縣，三十二年（1553年）流寇師尚詔叛亂，抓來良民在臉上紋上「師」字振奮其勢，朝廷果然將黥面者正法，眾人預料無法生存，氣勢日益牢固，只有他下令：「歸農者民，陣鬥者賊，不需理會有無師字。」人們感泣自行潰散。陞簡州知州，能體恤聚集流民，當地楊氏土司因嫡庶爭位互相仇殺，朝廷不打算出兵解決，命他前往當地處理，他前往當地只說：「朝廷派我來詢問誰人適宜立為土司。」到九月九日他指向北山：「此山最高，今天適宜登山應節。」嫡庶二人跟隨前往，在山上設宴時突然有官吏稱有詔傳達，二人倉皇下跪，部下立刻將庶子斬殺，於是爭位之事解決，因功得晉秩，然而有御史部下向他索求金錢，他說：「謝恩私室且不為，乃行賂若曹耶？」最終僅陞瑞州同知，致仕回鄉後奉旨建坊，匾額稱「虎符制命，協亮邦采」。

## 引用
1. 1 2  光緒《（安徽）太平縣志·卷六》：孫鎬，號西涯，以鄉薦知臨潁縣，嘉靖三十二年賊師尚詔叛，縶良民面黥師字以眾其勢，有司果於黥面者正以法，眾料無生理勢益固，鎬獨下令曰：「歸農者民，陣鬪者賊，師字有無勿問。」眾感泣不煩兵而潰，尋擢知簡州，恤灶丁集流亡績最著，有土司楊氏嫡庶相爭梯禍數世，屢戕殺其長官，時朝廷不樂用兵，命鎬圖之，鎬以數騎往若未嘗有詔者，曰：「遣某來詢所宜立，以聞嫡庶各承狀留鎬，晏鎬隨報之。」由是賓主迭晏，嫡庶必俱猜疑兩忘馴，至九月九日，指其北山曰：「此最高，今宜登之以應節。」嫡庶欣然單騎從至巔布，席命酌忽一吏曰詔至，二人倉皇隨鎬跪，眾急持庶下斬之，而王命以行，蓋鎬先伺其地伏兵以待也，進瑞州府同知致政歸，奉旨建坊，額曰「虎符制命，協亮邦采」，智勇可銘。初鎬有友以清議獲罪於嚴嵩，嵩思中傷之，乃逃匿鎬署，嵩聞怒甚，有以利害怵之者，鎬曰：「吾不以一官易一倫也。」及平土司紀功宜晉秩，御史部吏有索金者，鎬曰：「謝恩私室且不為，乃行賂若曹耶？」卒不聽，遂改瑞州司馬。
2. ↑  光緒《（安徽）太平縣志·卷五》：文科……明……孫鎬 嘉靖丁酉，仕瑞州府同知，見名臣
3. ↑  咸豐《簡州志·卷五·人物志》：孫鎬 《江南通志》（云）字西涯，太平人，以鄉薦知臨潁縣，尋知簡州，土司有嫡庶爭立者擁兵相持命，使往即殺之，鎬從數騎齎詔往，從容詢所宜立，若未嘗有詔者，久之益習樽酒，招延嫡庶咸與席，一日鎬指北山曰：「今九日宜登高。」嫡庶欣然從方命酌，忽一吏曰：「詔至。」即持庶下斬之，事遂平。